# Dilatris

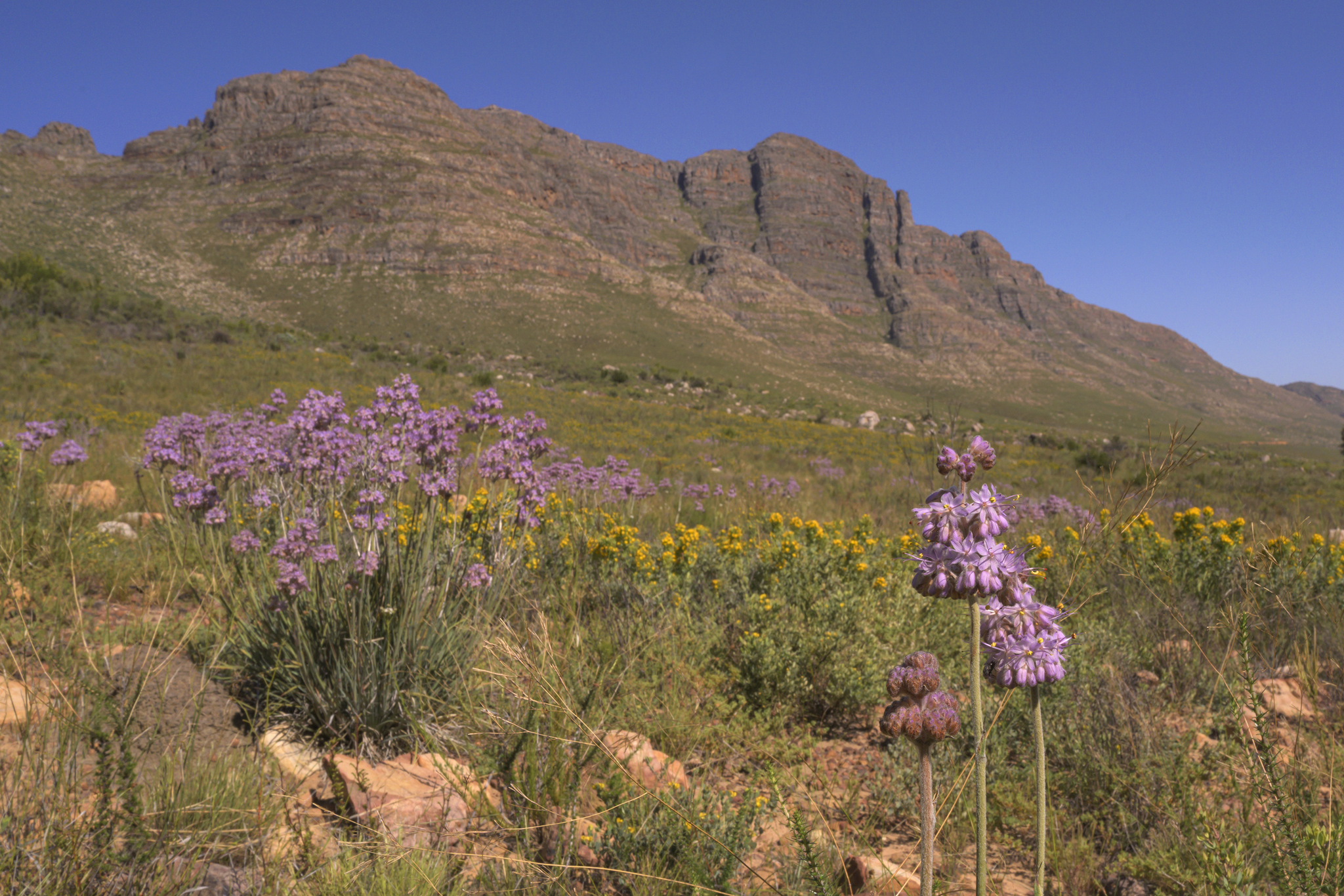
Dilatris ixioides

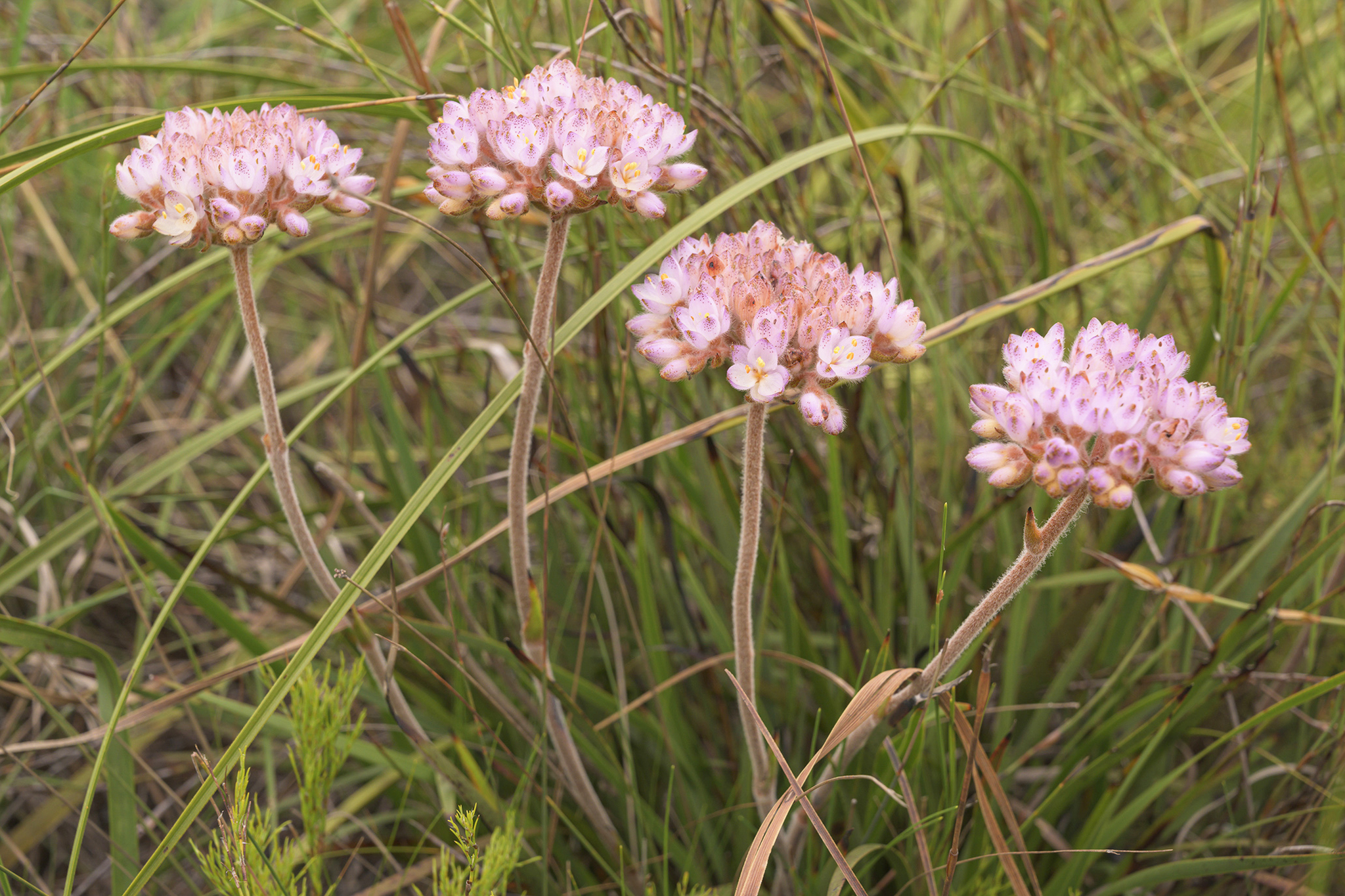
Dilatris pillansii

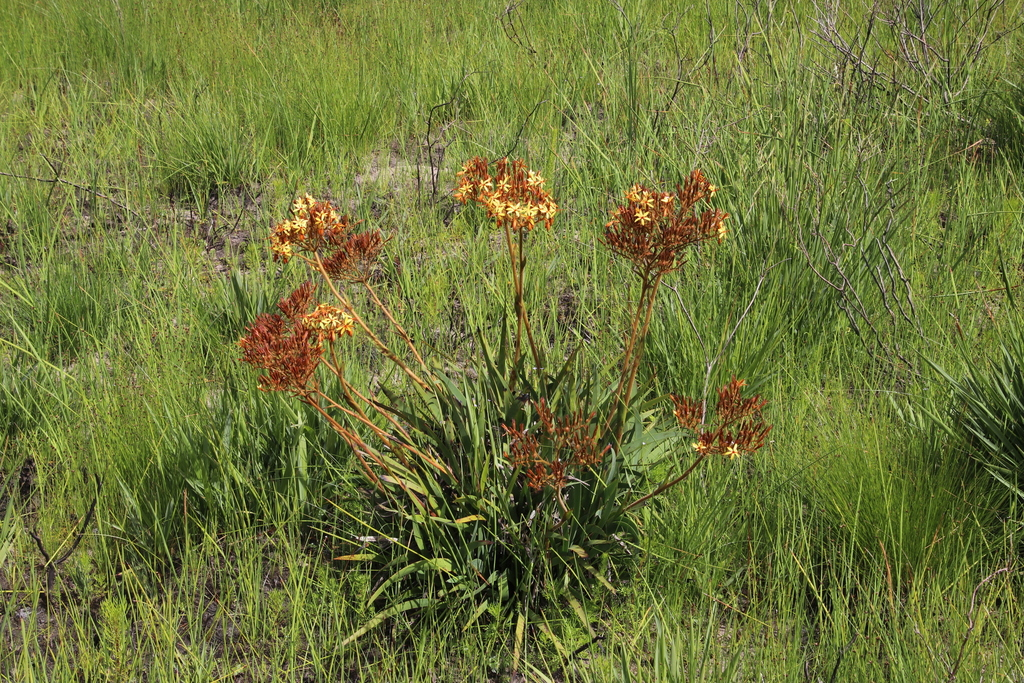
Dilatris viscosa

Dilatris Bergius – rodzaj roślin z rodziny hemodorowatych. Obejmuje cztery gatunki występujące endemicznie w Prowincji Przylądkowej Zachodniej w Południowej Afryce.

## Zasięg geograficzny
Dilataris viscosa występuje w przybrzeżnych Górach Przylądkowych w Prowincji Przylądkowej Zachodniej, na obszarze od gór Elandskloof na północy do gór Hottentots-Holland i Kogelberg na południu. Odległe populacje tego gatunku obecne są także w Górach Długich, na Górze Stołowej i Constantiaberg. D. corymbosa występuje na obszarze od góry Dwunastu Apostołów do przylądka Cape Point. Zasięg D. pillansii ograniczony jest do niższych wzniesień przybrzeżnych pasm górskich w skrajnie południowo-zachodniej części Prowincji Przylądkowej Zachodniej, na południu Półwyspu Przylądkowego, w górach Hottentots-Holland i Kogelberg i wzdłuż gór Kleinrivier do gór wokół Bredasdorp aż do Potberg na wschodzie. Najbardziej rozpowszechnionym gatunkiem jest D. ixioides, którego zasięg sięga od gór Bokkeveld i Gifberg, przez Cederberg i Cold Bokkeveld, do gór Wemmershoek na południu i rozciąga się na wschód wzdłuż gór Riviersonderend do Gór Dłuch i gór Outeniqua oraz w głąb lądu na górne południowe stoki Gór Czarnych.

## Morfologia
PokrójWieloletnie, wiecznie zielone, bezłodygowe rośliny zielne, o wysokości do 60 cm.
PędyPodziemne, krótkie kłącze o jasnoczerwonym lub pomarańczowym miąższu.
LiścieKilka naprzeciwległych, odziomkowych, unifacjalnych, mniej więcej równych, równowąskich do podługowato-lancetowatych.
KwiatyKwiaty zebrane w zaokrąglony lub baldachogroniasty tyrs, o osiach bocznych rozdzielonych widłowato na 2 lub 3 części. Oś główna kwiatostanu omszona. Podsadki pochwiaste, skórzaste, omszone. Okwiat promienisty, kółkowy lub kubkowaty. Listki okwiatu wolne, trwałe, po wyschnięciu papierzaste, wierzchołkowo gruczołowate, odosiowo omszone, fiołkoworóżowe lub żółte do pomarańczowych. Trzy pręciki osadzone u nasady listków wewnętrznego okółka okwiatu, doosiowy krótszy i wzniesiony, z dużą, żółtą główką, odosiowe rozpościerające się do niemal wzniesionych, dłuższe, z małą, czerwonawą główką. Nitki szydłowato-nitkowate. Zalążnia dolna, jajowata, trójkomorowa z jednym zalążkiem w komorze. Miodniki położone przegrodowo. Szyjka słupka nitkowata, wygięta na bok. Znamię słupka punktowate.
OwoceTorebki pękające przegrodowo lub otwierające się wieczkiem. Nasiona wklęsło-kulistawe, tarczowate.

## Biologia i ekologia
RozwójGeofity ryzomowe. Rośliny pirofilne.
SiedliskoRośliny górskie, zasiedlające skaliste, piaskowcowe zbocza, górskie mokradła lub sezonowo wilgotne gleby piaszczyste na chłodniejszych stokach; rzadziej (D. pillansii) zasiedlają dobrze przepuszczalne, piaszczyste równiny i niżej położone stoki górskie. Występują na wysokości do 2000 m n.p.m.
Cechy fitochemiczneW roślinach z tego rodzaju obecne są fenylofenalenony.
GenetykaHaploidalna liczba chromosomów n (znana jedynie dla D. pillansii) wynosi 19–21.

## Systematyka
Pozycja systematycznaRodzaj z podrodziny Haemodoroideae w rodzinie hemodorowatych (Haemodoraceae) w rzędzie komelinowców (Commelinales).
Wykaz gatunków zgodnie z podziałem rodzaju według Manninga i Goldblatta (2017)
- podrodzaj Dilatris – włoski pozbawione gruczołów; pąki kwiatowe wzniesione; listki okwiatu jajowato-lancetowate, fiołkoworóżowe; torebki otwierające się wieczkiem; nasiona dyskowate, wklęsłe, często rozwijające się tylko w jednej komorze, po uwolnieniu pozostają otoczone przez komorę torebki, a pozostałość okwiatu działa jak spadochron w czasie opadania nasiona 
  - Dilatris corymbosa P.J.Bergius
  - Dilatris ixioides Lam.
  - Dilatris pillansii W.F.Barker
- podrodzaj Paradilatris S.D. Hopper ex J.C. Manning – włoski gruczołowe; pąki kwiatowe odgięte; listki okwiatu równowąsko-lancetowate, żółte; torebki pękające przegrodowo; nasiona zwykle wykształcone we wszystkich komorach, jajowate lub dyskowate, wolne
  - Dilatris viscosa L.f.

## Nazewnictwo
Etymologia nazwy naukowejPochodzenie nazwy naukowej nie zostało podane przez autora. Według wydanej w 1804 roku przez Jamesa Smitha pracy „Exotic Botany“ nazwa pochodzi od starogreckich słów δις (dis – podwójny) i λάτρις (latris – służący) i odnosi się do obecności dwóch mniejszych pręcików obok jednego większego w kwiatach tych roślin.
Nazwy zwyczajowe w języku polskimW wydanym w 1848 roku „Ukazicielu polskich nazwisk na rodzaje królestwa roślinnego” autorstwa Antoniego Wagi ujęta jest polska nazwa rodzaju Dilatris: goździcznia. Taką samą nazwę podał Erazm Majewski w wydanym w 1894 roku „Słowniku nazwisk zoologicznych i botanicznych polskich” oraz Józef Rostafiński w wydanym w 1900 roku „Słowniku polskich imion rodzajów oraz wyższych skupień roślin”. W pracach bardziej współczesnych, takich jak „Słownik nazw roślin obcego pochodzenia” pod redakcją Ludmiły Karpowiczowej z 1973 roku, „Słownik polsko-łacińsko-francuski roślin i zwierząt” pod redakcją Rajmunda Leperta i Ewy Turyn z 2005 roku oraz „Słownik roślin zielnych łacińsko-polski” Wiesława Gawrysia z 2008 roku, rodzaj nie został ujęty.